# روبرتو سيلفا
روبرتو سيلفا (بالإسبانية: Roberto Silva) (1 يونيو 1976 بليما في بيرو - ) هو مدرب كرة قدم ولاعب كرة قدم بيروفي في مركز الهجوم. شارك مع منتخب بيرو لكرة القدم. أما مع النوادي، فقد لعب مع أليانزا ليما وسيينسيانو وفيردر بريمن ونادي سان لويس ونادي سبورتينغ كريستال ونادي كاراكاس ويونيون دي سانتا في وDelfines de Coatzacoalcos ‏ ونادي الجامعة الكاثوليكية (الإكوادور) وBella Esperanza ‏ وClub Deportivo Universidad de San Martín de Porres ‏ وسبورت بويز.

## وصلات خارجية
- روبرتو سيلفا على موقع قاعدة بيانات كرة القدم.إي يو (الإنجليزية)
- روبرتو سيلفا على موقع بيانات كرة القدم. دي إي (الألمانية)
- روبرتو سيلفا على موقع ناشيونال فوتبول تيمز (الإنجليزية)
- روبرتو سيلفا على موقع Soccerway.com (الإنجليزية)
- روبرتو سيلفا على موقع عالم كرة القدم.نت (الإنجليزية)